# Вітрильний спорт на літніх Олімпійських іграх 2020
Змагання з вітрильного спорту на літніх Олімпійських іграх 2020 у Токіо відбувалися з 25 липня до 4 серпня 2021 року в Еносімі. Порівняно з Олімпіадою 2016 у програмі не відбулося змін.

## Графік змагань
| ПЕ | Попередні етапи | МГ | Медальна гонка |

| Дата                 | 25 лип | 26 лип | 27 лип | 28 лип | 29 лип | 30 лип | 31 лип | 1 сер | 2 сер | 3 сер | 4 сер |
| -------------------- | ------ | ------ | ------ | ------ | ------ | ------ | ------ | ----- | ----- | ----- | ----- |
| RS:X (чоловіки)      | ПЕ     | ПЕ     |        | ПЕ     | ПЕ     |        | МГ     |       |       |       |       |
| Лазер (чоловіки)     | ПЕ     | ПЕ     | ПЕ     |        | ПЕ     | ПЕ     |        | МГ    |       |       |       |
| Фінн (чоловіки)      |        |        | ПЕ     | ПЕ     | ПЕ     |        | ПЕ     | ПЕ    |       | МГ    |       |
| 470 (чоловіки)       |        |        |        | ПЕ     | ПЕ     | ПЕ     |        | ПЕ    | ПЕ    |       | МГ    |
| 49er (чоловіки)      |        |        | ПЕ     | ПЕ     | ПЕ     | ПЕ     | ПЕ     |       | МГ    |       |       |
| RS:X (жінки)         | ПЕ     | ПЕ     |        | ПЕ     | ПЕ     |        | МГ     |       |       |       |       |
| Лазер радіал (жінки) | ПЕ     | ПЕ     | ПЕ     |        | ПЕ     | ПЕ     |        | МГ    |       |       |       |
| 470 (жінки)          |        |        |        | ПЕ     | ПЕ     | ПЕ     |        | ПЕ    | ПЕ    |       | МГ    |
| 49erFX (жінки)       |        |        | ПЕ     | ПЕ     |        | ПЕ     | ПЕ     |       | МГ    |       |       |
| Накра 17 (змішаний)  |        |        |        | ПЕ     | ПЕ     |        | ПЕ     | ПЕ    |       | МГ    |       |

## Країни, що взяли участь
- Алжир  (2)
- Ангола  (2)
- Антигуа і Барбуда  (1)
- Аргентина  (11)
- Американське Самоа  (1)
- Австралія  (13)
- Австрія  (6)
- Білорусь  (2)
- Бельгія  (4)
- Бразилія  (13)
- Канада  (9)
- Чилі  (1)
- Китай  (12)
- Хорватія  (4)
- Кіпр  (4)
- Чехія  (1)
- Данія  (8)
- Сальвадор  (1)
- Єгипет  (1)
- Естонія  (2)
- Фіджі  (1)
- Фінляндія  (5)
- Франція  (14)
- Німеччина  (10)
- Велика Британія  (15)
- Греція  (8)
- Гватемала  (2)
- Гонконг  (3)
- Угорщина  (4)
- Індія  (4)
- Ірландія  (3)
- Ізраїль  (5)
- Італія  (9)
- Японія  (15)
- Литва  (2)
- Малайзія  (4)
- Мексика  (4)
- Чорногорія  (1)
- Мозамбік  (3)
- Нідерланди  (10)
- Нова Зеландія  (10)
- Норвегія  (8)
- Папуа Нова Гвінея  (2)
- Перу  (5)
- Польща  (9)
- Португалія  (5)
- Пуерто-Рико  (2)
- Олімпійський комітет Росії  (6)
- Сент-Люсія  (2)
- Самоа  (1)
- Сейшельські Острови  (1)
- Сінгапур  (3)
- Словенія  (3)
- ПАР  (3)
- Південна Корея  (4)
- Іспанія  (15)
- Швеція  (9)
- Швейцарія  (6)
- Таїланд  (3)
- Тринідад і Тобаго  (1)
- Туніс  (4)
- Туреччина  (8)
- США  (13)
- Уругвай  (3)
- Венесуела  (1)

## Медальний залік

### Таблиця медалей
*   Країна-господарка (Японія)
| Місце                | Країна               | Золото | Срібло | Бронза | Загалом |
| -------------------- | -------------------- | ------ | ------ | ------ | ------- |
| 1                    | Велика Британія      | 3      | 1      | 1      | 5       |
| 2                    | Австралія            | 2      | 0      | 0      | 2       |
| 3                    | Нідерланди           | 1      | 0      | 2      | 3       |
| 4                    | Китай                | 1      | 0      | 1      | 2       |
| 5                    | Італія               | 1      | 0      | 0      | 1       |
| 5                    | Бразилія             | 1      | 0      | 0      | 1       |
| 5                    | Данія                | 1      | 0      | 0      | 1       |
| 8                    | Франція              | 0      | 2      | 1      | 3       |
| 9                    | Швеція               | 0      | 2      | 0      | 2       |
| 10                   | Німеччина            | 0      | 1      | 2      | 3       |
| 11                   | Нова Зеландія        | 0      | 1      | 0      | 1       |
| 11                   | Польща               | 0      | 1      | 0      | 1       |
| 11                   | Угорщина             | 0      | 1      | 0      | 1       |
| 11                   | Хорватія             | 0      | 1      | 0      | 1       |
| 15                   | Іспанія              | 0      | 0      | 2      | 2       |
| 16                   | Норвегія             | 0      | 0      | 1      | 1       |
| Загалом (16 збірних) | Загалом (16 збірних) | 10     | 10     | 10     | 30      |

### Чоловічі змагання
| Дисципліна | Золото                                   | Срібло                                         | Бронза                                       |
| ---------- | ---------------------------------------- | ---------------------------------------------- | -------------------------------------------- |
| RS:X       | Кіран Балду (NED)                        | Тома Гояр (FRA)                                | Бі Кунь (CHN)                                |
| Лазер      | Метью Вірн (AUS)                         | Тончі Стіпанович (CRO)                         | Герман Томасґор (NOR)                        |
| Фінн       | Джайлс Скотт (GBR)                       | Жомбор Береш (HUN)                             | Хоан Кардона Мендес (ESP)                    |
| 470        | Австралія (AUS) Метью Белчер Вільям Раян | Швеція (SWE) Антон Дальберг Фредерік Бергстрем | Іспанія (ESP) Хорді Ксаммар Ніколас Родрігес |
| 49er       | Ділан Флетчер Стюарт Бітелл (GBR)        | Пітер Берлінг Блер Тьюк (NZL)                  | Ерік Хайль Томас Плессель (GER)              |

### Жіночі змагання
| Дисципліна   | Золото                                            | Срібло                                      | Бронза                                         |
| ------------ | ------------------------------------------------- | ------------------------------------------- | ---------------------------------------------- |
| RS:X         | Луй Юньсю (CHN)                                   | Шарлін Пікон (FRA)                          | Емма Вілсон (GBR)                              |
| Лазер радіал | Анн-Марі Ріндом · Данія                           | Джозефін Ольсон · Швеція                    | Маріт Боувместер · Нідерланди                  |
| 470          | Велика Британія (GBR) Ганна Міллс Ейлід Макінтайр | Польща (POL) Агнєшка Скжипулєц Йоланта Огар | Франція (FRA) Каміль Леконтр Алоїз Реторназ    |
| 49erFX       | Бразилія (BRA) Мартіна Граель Кахена Кунце        | Німеччина (GER) Тіна Луц Зузан Бойке        | Нідерланди (NED) Аннемік Беккерінг Аннетт Дойц |

### Змішані дисципліни
| Дисципліна | Золото                            | Срібло                        | Бронза                               |
| ---------- | --------------------------------- | ----------------------------- | ------------------------------------ |
| Накра 17   | Руджеро Тіта Катеріна Банті (ITA) | Джон Ґімсон Анна Барнет (GBR) | Пауль Кольхофф Аліка Штулеммер (GER) |